# Бінг Кросбі
Бінг Кро́сбі (англ. Harry Lillis "Bing" Crosby; 3 травня 1903 — 14 жовтня 1977) — американський співак і актор кіно, відомий своїм бас-баритоном, один із найпопулярніших співаків 20 століття з понад півмільярдом проданих платівок.

## Біографія
Кросбі народився 3 травня 1903 року в місті Такома, штат Вашингтон. Його батьками були: бухгалтер Гаррі Лоу Кросбі-старший (1870—1950) шотландського & англійського походження, і Кетрін Гелен "Кейт" (уроджена Гарріґан, 1873—1964), ірландського походження. Він був четвертим з семи дітей: брати Ларрі (1895—1975), Еверетт (1896—1966), Тед (1900—1973), і Боб (1913—1993); і дві сестри, Кетрін (1904—1974) і Мері Роуз (1906—1990). У 1906 році родина Кросбі переїхала до Спокена.
У 1910 році, шестирічний Гаррі Кросбі-молодший був назавжди перейменований 15-річним сусідом, Валентином Гобартом, який дав йому прізвисько «Бінго», яке пізніше втратило останню букву і стало «Бінг».
Бінг Кросбі закінчив середню школу (Gonzaga Preparatory School) в 1920 році і вступив до університету Гонзага (Gonzaga University), але не здобув ступінь бакалавра, університет надав йому звання почесного доктора в 1937 році.
Кар'єра Кросбі почалася у 1926 році і тривала до його несподіваної смерті (помер від серцевого нападу, граючи в свою улюблену гру — гольф). Його захоплення джазом почалося тоді, коли він молодим хлопчиком побував на концерті Ела Джонсона (Al Jolson) в 1917 році. Тоді він вирішив стати співаком. Під час навчання в університеті, він грав на барабанах в оркестрі Musicaladers під керівництвом Al Rinker, з яким у 1926 році виступав у Метрополітен-театрі в Лос-Анджелесі. Потім його помітив Пол Вайтмен (Paul Whiteman), завдяки якому 6 грудня 1926 Кросбі дебютував у Тіволі в Чикаго.

## Сімейне життя
Він був двічі одружений; вперше з акторкою і співачкою Діксі Лі, з якою він мав чотирьох синів, і після її смерті, з Кетрін Грант, з якою мав двох синів і дочку.

## Кар'єра

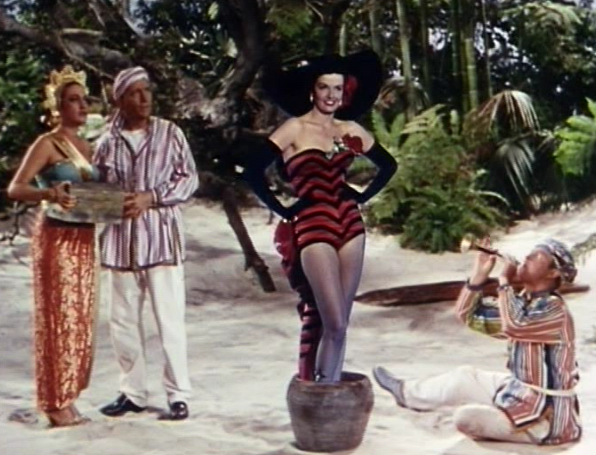
Дороті Ламур, Бінг Кросбі, Джейн Расселл і Боб Гоуп у фільмі 1952 року «Дорога на Балі»

Кросбі був лідером за кількістю проданих платівок, рейтингами на радіо та касовими зборами кінофільмів у період з 1934 по 1954 роки. Початок його кар'єри збігся в часі зі значним поступом у технології звукозапису. Це дозволило йому виробити інтимний стиль співу, що значно вплинув на співаків наступних поколінь, таких як Перрі Комо, Френк Сінатра та Дін Мартін. Журнал Yank визнав Кросбі людиною, що зробила найбільше для підтримання бойового духу американських солдатів під час Другої світової війни. Опитування громадської думки, проведені в 1948 р., оголосили його людиною, що викликає найбільше захоплення серед сучасників. При цьому він випередив Джекі Робінсона та папу Римського Пія XII. У тому ж 1948 за оцінками Music Digest пісні Біла Кросбі заполонили більш, ніж наполовину, ефірний час музичних радіопередач.
Бінг Кросбі значно вплинув на післявоєнну індустрію звукозапису. У ті часи він працював на NBC і бажав записувати свої виступи, чого більшість радіомереж у ті часи не робили через низьку якість тогочасного звукозапису. Виступаючи під час війни в Європі, Кросбі познайомився з технікою запису на магнітну стрічку. Заснована ним компанія The Crosby Research Foundation отримала багато патентів на магнітофонний запис. У 1947 Кросбі вклав 50 тис. доларів у компанію Ampex, яка першою в Північній Америці почала виготовляти комерційні магнітофони. Він перейшов із NBC, яка в той час не цікавилася звукозаписом, до ABC, що сприйняла його ідеї. Кросбі став першим виконавцем, який став попередньо записувати свої передачі і монтувати їх на магнітній стрічці. Він подарував один із перших магнітофонів Ampex Model 200 своєму приятелеві Лесу Полу, і, внаслідок цього, Лес Пол винайшов багатотрековий запис. Кросбі разом із Френком Сінатрою стояли за утворенням знаменитої студії United Western Recorder у Лос-Анджелесі.
У «золоту еру радіо» виконавцям часто доводилося виступати двічі: один раз для східного узбережжя, і ще раз для західного. Використовуючи звукозапис, Кросбі організував свої радіопрограми за виробничими принципами кіно із застосуванням монтажу, дублів, репетицій, що стало стандартною методикою роботи в індустрії.

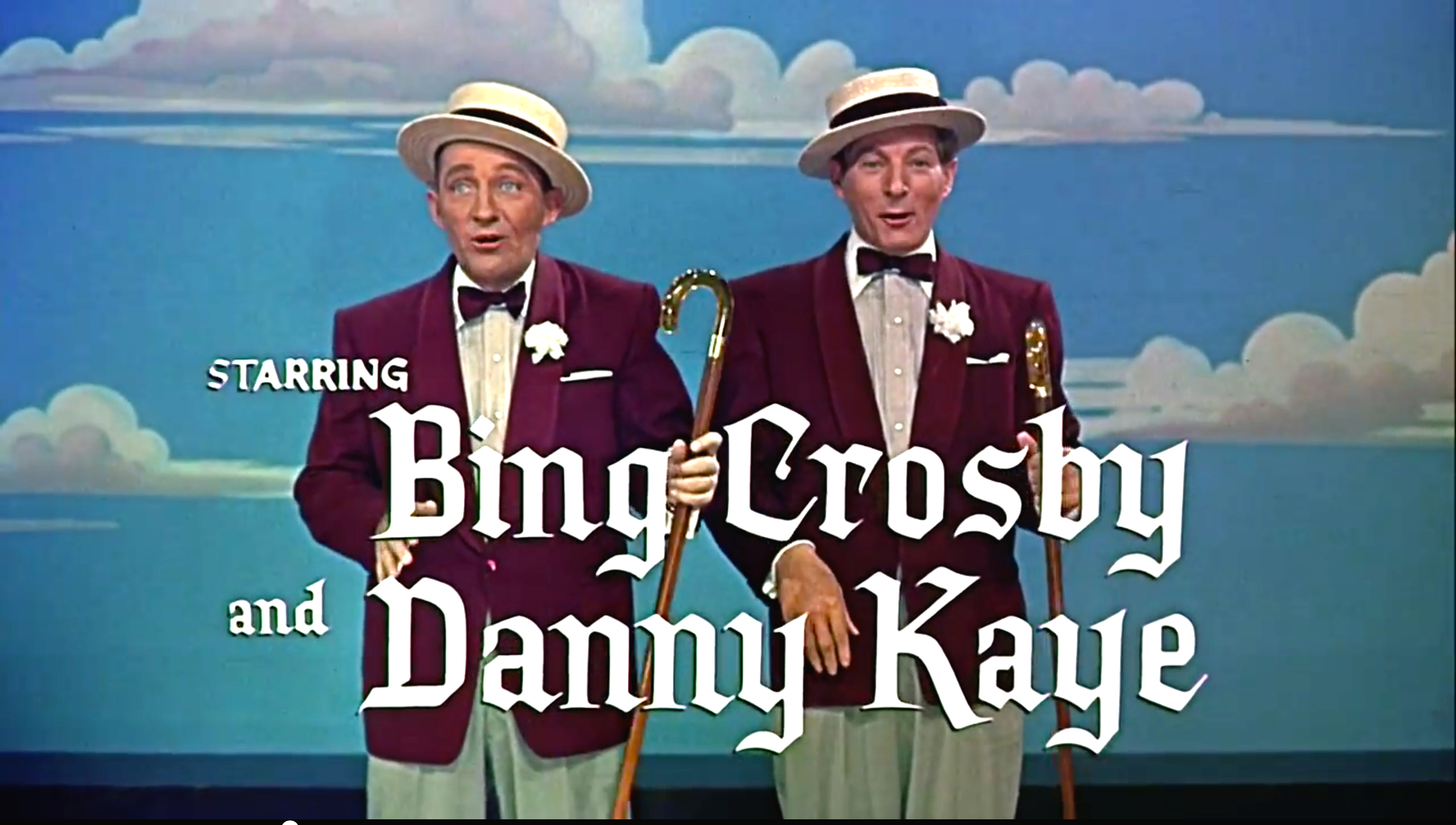
Бінг Кросбі і Денні Кей
у фільмі «Світле Різдво». 1954

Найбільшим успіхом у пісенній кар'єрі Кросбі був запис пісні Ірвінга Берліна «Біле Різдво» (White Christmas) у його виконанні. Пісня вперше прозвучала на радіо під час Різдва 1941 року. Невдовзі пісня з'явилися у фільмі 1942 року «Holiday Inn». Цей запис пісні Кросбі потрапив до чартів 3 жовтня 1942, і 31 жовтня зайняв перше місце, де він перебував протягом 11 тижнів. Пісня 16 разів перевидавалася фірмою «Decca Records» і залишається синглом, який продавався найкраще. За даними Книги рекордів Гіннеса, в цілому світі було продано більше 100 мільйонів копій записів пісні «Біле Різдво» у виконанні Кросбі, щонайменше 50 мільйонів проданих як сингли. Запис Кросбі був настільки популярний, що він був змушений перезаписати його у 1947 році з використанням тих самих музикантів і бек-вокалістів.
Як актор Кросбі у 1944 році отримав премію «Оскар» за найкращу чоловічу роль у фільмі «Йти своїм шляхом», в якому він зіграв отця Чака О'Маллі. Наступного року він знову отримав номінацію за цю ж роль у фільмі «Дзвони Святої Марії» (The Bells of St. Mary's). Таким чином він став першим із чотирьох акторів, які були двічі номіновані на «Оскара» за ту ж саму роль. У 1963 Кросбі отримав «Греммі» за досягнення впродовж кар'єри. Він належить до 22 людей, які мають три зірки на Голлівудській Алеї слави.

## Фільмографія
- 1952 — Дорога на Балі / (Road to Bali) — Джордж Кокран
- 1954 — Світле Різдво / (White Christmas) — Боб Воллес
- 1956 — Вище товариство / (High Society) — Сі Кей Декстер-Гевен